# Corcobara thwaitesi
Corcobara thwaitesi är en fjärilsart som beskrevs av Moore 1885. Corcobara thwaitesi ingår i släktet Corcobara och familjen nattflyn. Inga underarter finns listade i Catalogue of Life.